# Южин (Жарський повіт)
Южин (пол. Jurzyn) — село в Польщі, у гміні Ясень Жарського повіту Любуського воєводства.
Населення — 78 осіб (2011).
У 1975-1998 роках село належало до Зеленогурського воєводства.

## Демографія
Демографічна структура станом на 31 березня 2011 року:
|          | Загалом | Допрацездатний вік | Працездатний вік | Постпрацездатний вік |
| -------- | ------- | ------------------ | ---------------- | -------------------- |
| Чоловіки | 46      | 9                  | 33               | 4                    |
| Жінки    | 32      | 4                  | 18               | 10                   |
| Разом    | 78      | 13                 | 51               | 14                   |